# Кумкапы

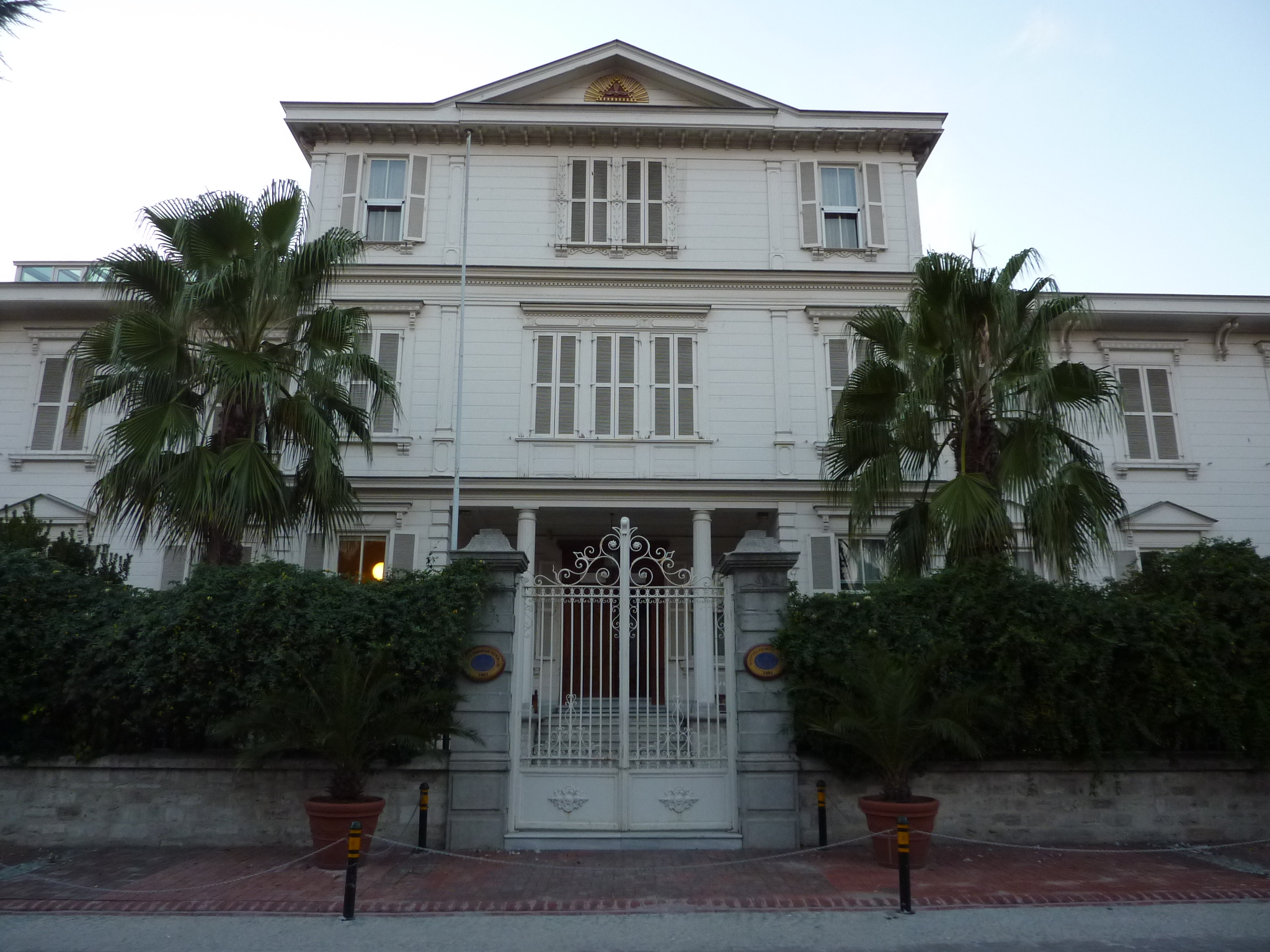
Здание Армянского патриархата

Кумкапы́ (тур. Kumkapı, букв. «песчаные ворота»; з.-арм. Գում Գաբու, греч. Κοντοσκάλιον) — квартал в историческом центре Стамбула (район Фатих). Расположен вдоль северного берега Мраморного моря. Кумкапы является центром армянской общины города, в нем есть армянская школа и несколько церквей. Здесь же находится Армянский патриархат. Квартал славится своими многочисленными рыбными ресторанами, привлекая множество местных и иностранных туристов. 

## История
Соответствует византийскому кварталу Контоскалиону.